# ディット・クラッパー
ディット・クラッパー（Aubrey Victor "Dit" Clapper、1907年2月9日- 1978年1月21日）は、カナダ連邦オンタリオ州ニューマーケット生まれのプロアイスホッケー選手。ポジションはライト・ウイング及びディフェンス。
NHLでは通算20シーズンボストン・ブルーインズに在籍し、右ウイング及びディフェンスとして両ポジションでオールスターゲーム選出を果たすなどの活躍をした。特例的に3年の待機期間を待たずして、1947年の引退したその日にホッケーの殿堂入りを果すとともに、その背番号5は、ブルーインズの永久欠番となった。

## 経歴
幼い頃は両親にヴィクと呼ばれていたが、幼い頃自分のことをディットとしか発音できずこれがそのまま愛称となったといわれる。
1927年に当時19歳でNHLのボストン・ブルーインズと契約すると、最初の11年間はライト・ウイングとして活躍する。センターのクーニー・ウェイランド、レフト・ウイングのダッチ・ゲイナーとともに組んだ攻撃ラインは、その破壊力から「ダイナマイト・トリオ(Dnamite Trio) 」と呼ばれた。加入後2年目の1928-1929シーズンにはスタンレー・カップ優勝を初体験している。その翌シーズンは44試合で41ゴール、20アシスト（ポイント数で同シーズンNHL第3位）と大当たりを見せた。
1938-1939シーズンからは、その恵まれた体（6フィート2インチ、195ポンド）を活かし、ディフェンスにポジションを変えたが、このシーズンは自身2度目のスタンレー・カップ優勝を経験することとなり、この後3年連続でオールスター第1チームに選抜されるなどの活躍を見せた。当時のブルーインズは、ライオネル・リッチマンやエディ・ショアらに代表されるようにラフなプレースタイルを身上としていたが、クラッパーは通常はそれほど粗暴なプレーは行わず、乱闘の仲裁役を買って出たことも度々であった。ただし、一度怒らせると手がつけられない側面もあったといわれる。例えば、1936年のプレイオフでは味方チームの新人がモントリオール・マルーンズの選手にスティックの先で突かれると（ホッケーではbutt-endという反則となる。）、クラッパーは報復のためこの選手に殴りかかった。これを見かねた若い審判が、クラッパーご自慢の整髪された後ろ髪を引っ張り、その上クラッパーの母親を侮辱する捨て台詞を発した。それに激怒したクラッパーはこの審判も殴り倒してしまう。この若い審判こそ10年後にNHLの会長となるクラレンス・キャンベルであった。キャンベルは自らの行為を反省し、公式な謝罪を行ったため、当時の会長だったフランク・カルダーの裁定により、クラッパーが100ドルの罰金を支払うことでこの事件は解決した。
1940-1941シーズンには、自身3度目となるスタンレー・カップ優勝（準優勝は、デトロイト・レッドウイングス）を経験する。
引退時のNHL在籍年数20年は、当時の最長在籍記録であった。またブルーインズでは、コーチに就任する前まで、1932-33シーズンからチームキャプテンを務め、その在任期間はレイ・ボーク及びスティーブ・アイザーマンが登場するまでNHL最長記録だった。また引退前の2シーズンは、ブルーインズのGMだったアート・ロスの指示で選手とコーチを兼任し、さらに引退後も引き続き2シーズンに渡ってコーチを務めた。しかし、かつてのチームメート達を時には辛い目にあわせなければいけない役割に苦しみ、1949年4月にコーチを辞任した。クラッパーはその人柄からか、選手達に愛され指導方法も優れていたので、そのコーチ在任中ブルーインズは地区3位を下回ることはなかった。
アイスホッケーを題材にしたカルト映画『スラップ・ショット』（1977年）において、トー・ブレイクとともに、過去のアイスホッケー界を象徴する選手の例として言及されたこともあり、まさに1930年代から1940年代を代表するスター選手であった。

## 詳細情報

### 通算成績
| 1927-28 | ボストン・ブルーインズ | NHL     | 40  | 4   | 1   | 5   | 20  | 2  | 0  | 0  | 0  | 2  |
| 1928-29 | ボストン・ブルーインズ | NHL     | 40  | 9   | 2   | 11  | 48  | 5  | 1  | 0  | 1  | 0  |
| 1929-30 | ボストン・ブルーインズ | NHL     | 44  | 41  | 20  | 61  | 48  | 6  | 4  | 0  | 4  | 4  |
| 1930-31 | ボストン・ブルーインズ | NHL     | 43  | 22  | 8   | 30  | 50  | 5  | 2  | 4  | 6  | 4  |
| 1931-32 | ボストン・ブルーインズ | NHL     | 48  | 17  | 22  | 39  | 21  | -  | -  | -  | -  | -  |
| 1932-33 | ボストン・ブルーインズ | NHL     | 48  | 14  | 14  | 28  | 42  | 5  | 1  | 1  | 2  | 2  |
| 1933-34 | ボストン・ブルーインズ | NHL     | 48  | 10  | 12  | 22  | 6   | -  | -  | -  | -  | -  |
| 1934-35 | ボストン・ブルーインズ | NHL     | 48  | 21  | 16  | 37  | 21  | 3  | 1  | 0  | 1  | 0  |
| 1935-36 | ボストン・ブルーインズ | NHL     | 44  | 12  | 13  | 25  | 14  | 2  | 0  | 1  | 1  | 0  |
| 1936-37 | ボストン・ブルーインズ | NHL     | 48  | 17  | 8   | 25  | 25  | 3  | 2  | 0  | 2  | 5  |
| 1937-38 | ボストン・ブルーインズ | NHL     | 46  | 6   | 9   | 15  | 24  | 3  | 0  | 0  | 0  | 12 |
| 1938-39 | ボストン・ブルーインズ | NHL     | 42  | 13  | 13  | 26  | 22  | 12 | 0  | 1  | 1  | 6  |
| 1939-40 | ボストン・ブルーインズ | NHL     | 44  | 10  | 18  | 28  | 25  | 5  | 0  | 2  | 2  | 2  |
| 1940-41 | ボストン・ブルーインズ | NHL     | 48  | 8   | 18  | 26  | 24  | 11 | 0  | 5  | 5  | 4  |
| 1941-42 | ボストン・ブルーインズ | NHL     | 32  | 3   | 12  | 15  | 31  | -  | -  | -  | -  | -  |
| 1942-43 | ボストン・ブルーインズ | NHL     | 38  | 5   | 18  | 23  | 12  | 9  | 2  | 3  | 5  | 9  |
| 1943-44 | ボストン・ブルーインズ | NHL     | 50  | 6   | 25  | 31  | 13  | -  | -  | -  | -  | -  |
| 1944-45 | ボストン・ブルーインズ | NHL     | 46  | 8   | 14  | 22  | 16  | 7  | 0  | 0  | 0  | 0  |
| 1945-46 | ボストン・ブルーインズ | NHL     | 30  | 2   | 3   | 5   | 0   | 4  | 0  | 0  | 0  | 0  |
| 1946-47 | ボストン・ブルーインズ | NHL     | 6   | 0   | 0   | 0   | 0   | -  | -  | -  | -  | -  |
| NHL合計 | NHL合計                | NHL合計 | 833 | 228 | 246 | 474 | 462 | 82 | 13 | 17 | 30 | 50 |

### 表彰
- オールスター第1チーム選抜（ディフェンス）: (1939年、1940年、1941年)
- オールスター第2チーム選抜（ディフェンス）: (1944年)
- オールスター第2チーム選抜（右ウイング）: (1931年、1935年)

### 記録
- オールスターゲーム選出：2回（1937年、1939年）